# Amyris apiculata
Amyris apiculata är en vinruteväxtart som beskrevs av Urb. & Ekman. Amyris apiculata ingår i släktet Amyris och familjen vinruteväxter. Inga underarter finns listade i Catalogue of Life.